# Nals
Nals är en ort och kommun i provinsen Sydtyrolen i regionen Trentino-Sydtyrolen i Italien. Kommunen hade 2 017 invånare (2018),  varav cirka 90 procent är tysktalande.